# Gugolzia harmolitae
Gugolzia harmolitae är en stekelart som beskrevs av Vittorio Luigi Delucchi och Wallace A. Steffan 1956. Gugolzia harmolitae ingår i släktet Gugolzia och familjen puppglanssteklar.
Artens utbredningsområde är Frankrike. Inga underarter finns listade i Catalogue of Life.